# The People vs. Larry Flynt
The People vs. Larry Flynt (en España, El escándalo de Larry Flynt; en México, Larry Flint: el nombre del escándalo) es una película dramática estadounidense dirigida por Miloš Forman y estrenada en 1996. Cuenta la historia de la revista pornográfica Hustler, creada por el editor Larry Flynt. Contó con las actuaciones de Woody Harrelson, Courtney Love y Edward Norton.

## Sinopsis
En la década de los 70, los estadounidenses están en plena revolución sexual. Larry Flynt (Woody Harrelson) es un empresario que decide abrir varios establecimientos de striptease. Tras promocionarlos con boletines de las artistas, sus ingresos económicos aumentan y decide dar un paso más fundando la revista Hustler.
El éxito de la publicación convierte a Flynt en un excéntrico millonario. Tras varios pleitos judiciales en relación con las leyes de obscenidad y libertad de expresión, Larry Flynt y su abogado Alan Isaacman (Edward Norton) son atacados por un francotirador al salir de un juicio. El propietario de Hustler queda en silla de ruedas, paralizado de la cintura para abajo, y con fuertes dolores, lo que le lleva a convertirse en un consumidor habitual de narcóticos recetados por su médico para mitigar el dolor, de los que su esposa Althea Flynt (Courtney Love) acaba convirtiéndose en adicta.
Larry queda postrado de por vida en una silla de ruedas, desde donde continúa con la dirección de su imperio, luchando por los derechos civiles en Estados Unidos y por la libertad de expresión.

## Premios y nominaciones

### Óscar
| Categoría                  | Receptor/a      | Resultado |
| -------------------------- | --------------- | --------- |
| Óscar a la mejor dirección | Miloš Forman    | Candidato |
| Óscar al mejor actor       | Woody Harrelson | Candidato |

### Globos de Oro
| Categoría                                | Receptor/a                          | Resultado |
| ---------------------------------------- | ----------------------------------- | --------- |
| Globo de Oro al mejor director           | Miloš Forman                        | Ganador   |
| Globo de Oro al mejor guion              | Scott Alexander y Larry Karaszewski | Ganadores |
| Globo de Oro a la mejor película - Drama |                                     | Candidata |
| Globo de Oro al mejor actor - Drama      | Woody Harrelson                     | Candidato |
| Globo de Oro a la mejor actriz - Drama   | Courtney Love                       | Candidata |

## Curiosidades

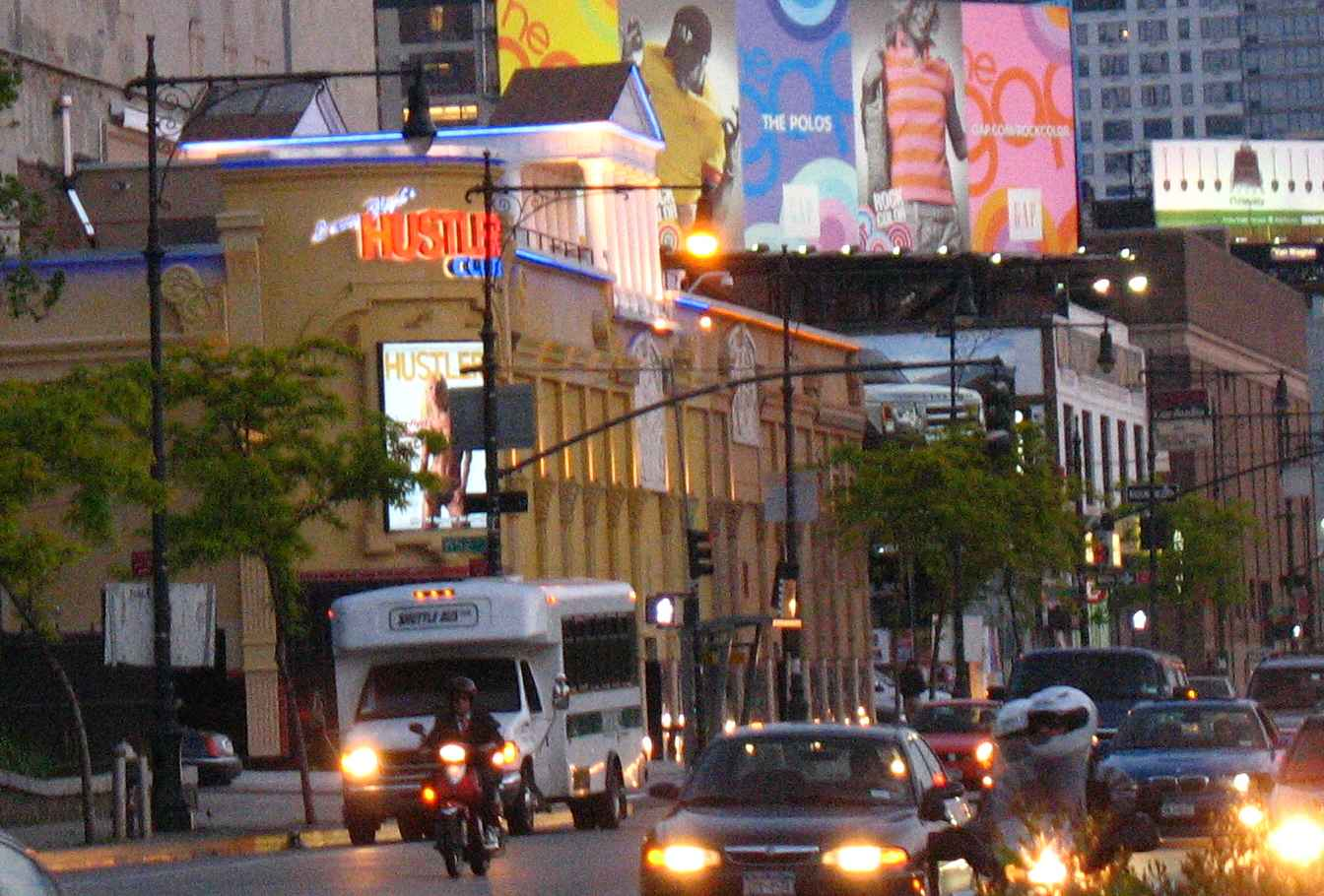
Larry Flynt Hustler Club, en Nueva York.

- Tom Hanks y Bill Murray fueron considerados para el papel de Larry Flynt.[1]
- Larry Flynt y su hermano Jimmy están interpretados por otros dos hermanos en la vida real, Woody Harrelson y Brett Harrelson.[1]
- El verdadero Larry Flynt aparece en la película como un juez.[1]